# راب ویچخه
راب ویچخه (هلندی: Rob Witschge؛ زادهٔ ۲۲ اوت ۱۹۶۶) یک بازیکن فوتبال اهل هلند است.

## تیم ملی
وی همچنین در تیم ملی فوتبال هلند بازی کرده است.